# Classified (album av Sweetbox)
Classified är gruppen Sweetbox andra album och det första med Jade Villalon som sångerska och låtskrivare. Albumet släpptes i tre olika utgåvor med något annorlunda låtlistor.

## Låtlista

### Europeisk, Koreansk, & Taiwanesisk Version
1. Cinderella
2. For the Lonely
3. Boyfriend
4. How Does It Feel
5. Interlude – Every Time
6. Every Time
7. Superstar
8. Sacred
9. That Night
10. Brown Haired Boy
11. Crazy
12. Trying to Be Me (featuring Mucky)
13. Interlude – Not Different
14. Not Different (I Laugh, I Cry)

### Kinesisk Version
Låtlistan är ungefär samma som på den Europeiska, Koreanska och Taiwanesiska versionen men med två bonuslåtar:
1. <li="15"> Everything's Gonna Be Alright
2. Shout (Let It All Out) (featuring D. Christopher Taylor)

### Japansk Version
1. Cinderella
2. For the Lonely
3. Everything's Gonna Be Alright (Jade's Version)
4. Boyfriend
5. How Does It Feel
6. Interlude – Every Time
7. Every Time
8. Superstar
9. Sacred
10. That Night
11. Brown Haired Boy
12. Crazy
13. Trying to Be Me (featuring Mucky)
14. Interlude – Not Different
15. Not Different (I Laugh, I Cry)
16. For the Lonely (Geo's Remix)
17. Trying to Be Me (RMX) (featuring Mucky)

## Singlar
- Trying to Be Me
- For the Lonely
- Boyfriend
- Cinderella